# Maison de la danse
 (octobre 2008).
Si vous disposez d'ouvrages ou d'articles de référence ou si vous connaissez des sites web de qualité traitant du thème abordé ici, merci de compléter l'article en donnant les références utiles à sa vérifiabilité et en les liant à la section « Notes et références ».
La Maison de la danse est un théâtre situé dans le 8e arrondissement de la ville de Lyon. Elle fut initialement fondée en 1980 dans les murs de l'actuel Théâtre de la Croix-Rousse avant de déménager en 1992 dans ce qui s'appelait jusqu'alors le Théâtre du 8e. Cette scène, tête de réseau pour la danse en Rhône-Alpes, assure une programmation de compagnies nationales et internationales ainsi que la programmation de jeunes compagnies rhônalpines. Elle accueille aussi des compagnies en résidence dans un studio de création particulier et dispose d'une base documentaire de référence sur la danse avec une vidéothèque de plus de 1000 spectacles filmés.

## Histoire de l'institution
En 1977, cinq chorégraphes lyonnais, Claude Decaillot, Michel Hallet Eghayan, Lucien Mars, Hugo Verrecchia et Marie Zighera s'associent et créent l'idée d'un lieu exclusivement réservé à la danse. Ce projet aboutit le 17 juin 1980 avec l'inauguration de la première Maison de la danse en France, dans les locaux d'une ancienne salle des fêtes de La Croix-Rousse qui deviendra par la suite le Théâtre de la Croix-Rousse. La direction est confiée à Guy Darmet.
Le succès est important et inattendu. En 1984, Guy Darmet, avec le soutien de la municipalité, crée la Biennale de la danse de Lyon, sous la tutelle de la Maison de la danse. En septembre 1992, la Maison de la danse emménage dans le Théâtre du 8e.
En mai 2022, Tiago Guedes est choisi pour remplacer Dominique Hervieu en tant que directeur de la Maison de la Danse, co-directeur de la Biennale de Lyon et directeur artistique de la Biennale de la Danse, dont il prêt prendre ses fonctions à partir de juillet, estimant que c'est « le bon moment pour me lancer dans un nouveau projet » et « un défi de taille, ambitieux, mais enthousiasmant ».

## Salle

### Historique de la salle

#### 1968 - Naissance du Théâtre du8e
En 1959, la municipalité de Lyon décide de doter le 8e arrondissement d'un ensemble administratif et culturel. Le choix se porte sur la place du Bachut. Le projet initial prévoit que la mairie soit dotée d'une salle des fêtes. C’est Pierre Bourdeix, architecte lyonnais, qui se voit confier la réalisation de l’étude.
La ville de Lyon manque alors d’un théâtre. Il est tout d’abord envisagé d’en construire un dans le nouveau quartier de La Part-Dieu, alors en plein projet. Cependant, la proximité avec le Théâtre national populaire, dirigé par Roger Planchon, convainc l’équipe municipale de construire un auditorium et de déplacer le projet de nouveau théâtre dans le 8e arrondissement. Le projet évolue donc sensiblement (adjonction de locaux d'administration, compléments scéniques) mais reste avant tout une salle municipale destinée à recevoir des spectacles dramatiques, des expositions ou des réceptions.
Le lien entre mairie d'arrondissement et théâtre est alors très prégnant puisque les locaux de réception-exposition de la mairie et ceux du théâtre peuvent être utilisés séparément ou en commun. Cela restera vrai jusqu’en 1999.
Le chantier est achevé en 1968 et le théâtre s’appelle Théâtre du 8e. L’accueil est mitigé et les directeurs successifs tentent de s’adapter au bâtiment, que Marcel Maréchal qualifie d'« architecture stalinienne » et Jérôme Savary de « volume glacial » et « peu convivial ».
Le Théâtre du 8e se voit attribuer le label de Centre dramatique national par le ministère de la culture en 1972. Les directeurs successifs sont :
- Marcel Maréchal (1968-1975)
- Robert Gironès (1975-1978)
- Jacques Weber (1979-1985)
- Jérôme Savary (1986-1988)
- Alain Françon (1988-1992)

Le hall occupait alors toute la surface du rez-de-chaussée. La salle était constituée d’un gradin inférieur (orchestre) et d’un gradin supérieur isolé du reste par une palissade surmontée d’une balustrade. Enfin, deux loges de 5 à 6 places étaient accessibles par des escaliers particuliers. Cette disposition et les accès marquaient fortement les différences sociales entre les spectateurs.
Le plafond de la salle était blanc et dissimulait des trappes pour l’éclairage de la scène. La scène dotée, de son proscenium amovible, faisait sensiblement la même taille qu’aujourd’hui. Un rideau de fer séparait la salle de la scène en cas d’incendie.

#### 1986 - Première restructuration
La première grande restructuration du Théâtre du 8e fut fortement marquée par la personnalité de son directeur d'alors, Jérôme Savary. Au cours d'une représentation en présence du maire, il clama au public que l'élu lui avait promis une subvention pour créer un nouveau balcon (alors qu'il n'en était rien)[réf. nécessaire]. Ce coup de bluff porta ses fruits puisque des travaux furent engagés[réf. nécessaire].
Cette restructuration porte sur les éléments suivants : 
- création d’un nouveau balcon avec suppression des séparations physiques entre les secteurs par des escaliers reliant l’orchestre, les corbeilles, le balcon et les loges ;
- augmentation de la jauge (de 1 048 à 1 250 places) ;
- création de la régie technique sous le nouveau balcon ;
- éclairage de la façade vitrée du bâtiment par néons bleus ;
- aménagement du hall (palmiers, gradins en bois).

#### 1993 – Une restructuration pour la danse
À la suite du déménagement de la Maison de la danse du Théâtre de la Croix-Rousse au Théâtre du 8e en 1992, les besoins scéniques ont évolué. Une première restructuration a été conduite en 1993 concernant la sécurité et le dispositif scénique.
Les modifications scéniques majeures sont l’élargissement de l'ouverture du cadre de scène jusqu'aux murs latéraux de la salle de spectacle et l’agrandissement du plateau par l'avancée du cadre de 2 mètres en direction du proscenium amovible qui devient une avant-scène. Le faux-cadre est transformé et déplacé.
L'ouverture plus grande et plus proche de la salle entraîne une révision du dispositif de sécurité. La salle devient un espace intégré : le rideau de fer est supprimé tandis que les portes d'accès public sont remplacées par des double ventaux coupe-feux aimantés et reliées à un nouveau système de détection incendie.

#### 1999 – Nouveaux espaces publics
Cette dernière restructuration majeure du bâtiment correspond à la volonté de Guy Darmet de développement et de diversification de l’activité de la Maison de la Danse. Tous les espaces publics sont concernés, à des degrés divers. L’architecte Pierre Maurice a réalisé ces rénovations dans l’esprit de ses prédécesseurs : sobriété, prépondérance de la matière brute et massive, importance des espaces de circulation, mise en scène du bâtiment de l’extérieur en ajoutant de la chaleur et de la modularité.
Les changements sont les suivants :
- Salle : plafond repeint, nouvel éclairage (constellation aléatoire au plafond), aéraulique, régie technique climatisée, nouveaux sièges, revêtement du balcon en bois.
- Hall : mise à nu du béton, insonorisation du plafond, éclairage, espace d'exposition modulable, billetterie, cloisons mobiles, revêtements muraux (peinture blanche, panneaux de bois).
- Vidéo-bar « Ginger et Fred » : destruction et reconstruction du restaurant et de la cuisine avec scène et régie technique, projection vidéo ; aménagement de 2 box vidéo. Le nom de ce bar fait référence à Ginger Rogers et Fred Astaire.
- Studio Jorge Donn : la mairie du 8e disposait jusqu’alors d’une salle d’exposition qu’elle partageait avec la Maison de la danse, laquelle l’utilisait comme studio. Face à l’augmentation du nombre de compagnies invitées, il a été décidé de transformer cette salle en un vrai studio de danse avec gradins modulables et plafond technique. Désormais, la Maison de la danse en a l’entière jouissance. En rez-de-chaussée, le péristyle a été fermé pour créer une salle polyvalente pour la mairie. Dans cet espace, a aussi été aménagée une salle de projection vidéo, baptisée Jacques Demy, avec un accès par le hall de la Maison de la danse.
- Réception : la partie sud du hall a été fermée et aménagée en un salon de réception que des partenaires privés ou institutionnels peuvent louer.

### Architecture
Pierre Bourdeix, élève de Tony Garnier, fut l’architecte chargé du projet de création de l'ensemble urbain du Bachut, et notamment de la partie théâtre. Les principes de modernité de Tony Garnier se retrouvent dans l’agencement, notamment des espaces de circulation. Les voies de circulation sont ici mises en valeur par leur vastitude et parce qu’elles s’enroulent autour du cœur du théâtre : la salle. Ce souci de donner une plus grande place au vide architectural est très caractéristique du courant de Tony Garnier et se retrouve dans nombre de ses œuvres (cité des États-Unis par exemple).
Dès le début, les grands espaces inoccupés ont posé des problèmes aux directions : difficulté d’orientation des spectateurs, surveillance. Ces problèmes subsistent aujourd’hui et sont palliés par un personnel de salle important.

### Caractéristiques actuelles
- Jauge : 1 140 places
- Scène : 13,80 x 12,50 m (surface de danse)
- Cintre : 44 perches contrebalancées
- 1 niveau de dessous de scène
- Fosse d'orchestre